# バイエルン・オーストリア語
バイエルン・オーストリア語（バイエルン・オーストリアご、標準ドイツ語: Bairisch (Bairische Dialekte)、バイエルン・オーストリア語: Boarisch）は、高地ドイツ語のうち上部ドイツ語に属する言語である。

## 概要

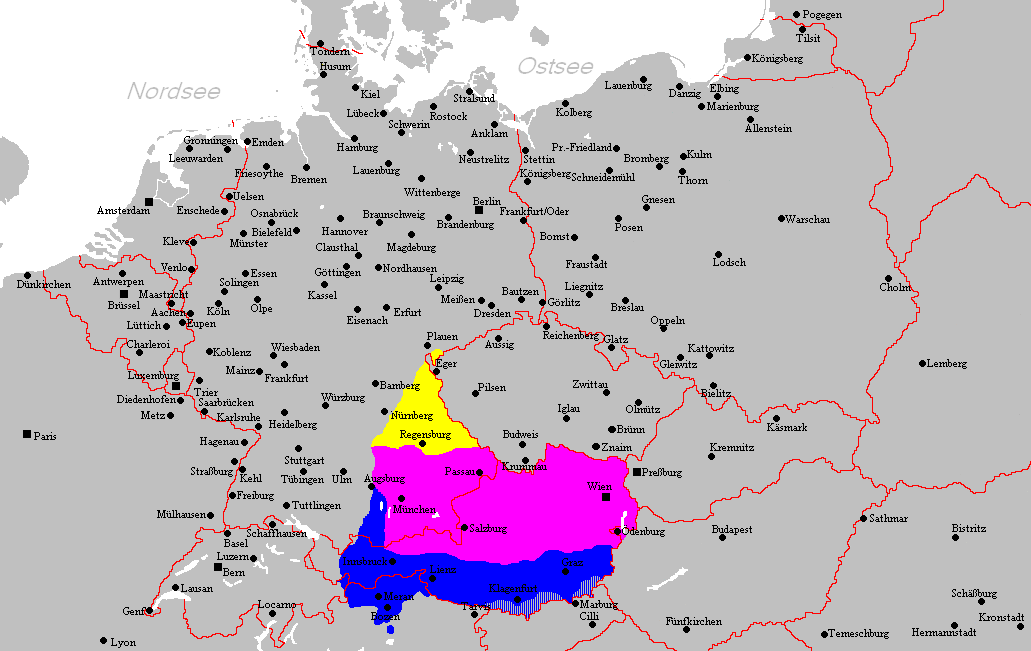
バイエルン・オーストリア語の分布地域

オーストリアとバイエルン州を中心に1000万以上の話者が存在する。これはさらに言語学的には北バイエルン語（バイエルン州中部）、中部バイエルン語（バイエルン州南部とオーストリア北部）、南バイエルン語（オーストリア中部・南部）の三つに分けられる。
これを「オーストリア語」と「バイエルン語」の二つに分ける考えもあり、どちらがバイエルン・オーストリア語の中心にふさわしいかについて議論がなされているが、これはナショナリズムに基づいており、適切ではないとする学者もいる。この考えから「バイエルン語」の優越を主張する論者はしばしばバイエルン・オーストリア語全体を「バイエルン語」と呼び、オーストリア語をその方言として位置付けている。
ただし、そのような意図なく世界的にも単に「バイエルン語」（独: Bairisch/英: Bavarian/仏: Bavarois/バイエルン・オーストリア語: Boarischなど）と呼ばれることは多い。この点に関しては、今後は修正されてゆく可能性もある。
文字としてはÅ（オ）を使用した表記がされることがあるが、これは「トイトニスタ」(Teuthonista)という1924年に考案、発表されたドイツ語諸方言のための発音表記であり、伝統的にこのような書き文字が使われていた訳ではない。また、Sが濁音にならない特徴がある。

## その他
バイエルン・オーストリア語はドイツ語の中の高地ドイツ語の南部方言の一つとされることがあるが、言語学上は標準ドイツ語の方言として位置づけるのは適切ではないという見解もある。
確かに高地ドイツ語に含まれるという点では一致しているため、同じく方言か言語かの議論が絶えない低ザクセン語および低地フランク語（低地ドイツ語の一言語で、高地ドイツ語とは異なる面が大きい）に比べれば、まだ近いといえる。
しかしながら、同じ高地ドイツ語の中でも中部ドイツ語（中央ドイツ語）と上部ドイツ語（南ドイツ語）の間には埋めがたい違いがあり、従って中部ドイツ語系の標準ドイツ語と上部ドイツ語系のバイエルン・オーストリア語の間にも大きな差異が存在する。それに比較すれば、同じ上部ドイツ語系のアレマン語、上部フランケン語のほうが、標準ドイツ語よりも近い言語である。
エスノローグは別言語としての立ち位置を支持している。現在、危機言語レッドブックは(Bavarian)を「危険にさらされていない言語」としている。

## 分類
- バイエルン・オーストリア語
  - 北バイエルン方言（英語版）（Nordbairisch）
    - レーゲンスブルク方言 - レーゲンスブルクで話される。

  - 中央バイエルン方言（英語版）（Mittelbairisch）
    - インゴルシュタット方言 - インゴルシュタットで話される。
    - ミュンヘン方言 - ミュンヘンで話される。
    - パッサウ方言 - パッサウで話される。
    - ザルツブルク方言 - ザルツブルクで話される。
    - オーストリアドイツ語（Österreichisches Deutsch）
      - ウィーン方言 - ウィーンで話される。

    - ニーダーエスターライヒ方言 - ザンクト・ペルテンで話される。
    - オーバーエスターライヒ方言 - リンツで話される。
    - ブルゲンラント方言 - アイゼンシュタットで話される。

  - 南バイエルン方言（英語版）（Südbairisch）
    - チロル方言 - インスブルック、リエンツで話される。
    - ケルンテン方言 - クラーゲンフルトで話される。
    - シュタイアーマルク方言 - グラーツで話される。
    - ゴットシェー語（Gottscheerisch） - スロベニア中部のカルニオラ地方と南部のコチェーヴィエ地方で話される。
    - モケーニ語（Mochenische） - イタリア北部のトレント自治県（南チロル地方）で話される。
    - キンブリ語（Zimbrische, Tzimbrische） - イタリア北部のトレント自治県のルゼルナ、ヴィチェンツァ県のセッテ・コムーニ（アジアーゴ高原）[注釈 1]、ヴェローナ県のトレディチ・コムーニ（レッシニア）[注釈 2]で話される。